# Personal
Mit Personal werden die von Arbeitgebern beschäftigten Arbeitnehmer bezeichnet, die innerhalb einer institutionell abgesicherten Ordnung (Arbeitsanweisungen) eine Arbeitsleistung gegen Arbeitsentgelt erbringen.

## Allgemeines
In einer wissenschaftlich genaueren Definition wird das Personal als Belegschaft bezeichnet. Als betrieblicher Produktionsfaktor ist das Personal ein Objekt, hat aber vor allem Subjektcharakter. Das Personal wird in größeren Organisationseinheiten durch Personalwesen oder Personalabteilungen verwaltet und ist Gegenstand von Personalmaßnahmen wie Einstellung, Ausbildung, Fortbildung, betriebliche Weiterbildung, Mitarbeiterbewertung, Beförderung, Degradierung, Versetzung, Pensionierung und Entlassung. Die Personalentwicklung soll die Aus- und Weiterbildung sowie die zusätzliche Qualifizierung der Mitarbeiter vorantreiben. Über das Personal werden Personalakten geführt.

## Personal im Geschäft und privates Personal
Es sind zu unterscheiden:
Als Personal im Sinne von Belegschaft werden die zur Realisierung von Geschäftsprozessen eingesetzten, bezahlten Mitarbeiter eines Unternehmens oder einer Behörde bezeichnet. Demgegenüber gelten unbezahlte Mitarbeiter als Volontäre bzw. ehrenamtliche Mitarbeiter. Der Begriff Personal deutet damit auf überindividuelle Ordnungen hin, in denen Menschen nicht beliebig handeln, sondern für übergeordnete Ziele von Organisationen Leistungen erbringen. Diese Leistungserbringung setzt gute Personalmotivation voraus. Dass es Personal gibt, ist Folge arbeitsteiliger Produktion, die über eine institutionelle Ordnung gesteuert wird. Diese Ordnung schlägt sich in Organisationen nieder, die über Strukturen Beziehungen relativ dauerhaft zur Erfüllung von Organisationszielen regeln. Als Stammpersonal bezeichnet man berufserfahrene Personen, die fest in einer Organisationseinheit mitarbeiten, im Gegensatz zu Auszubildenden, Anzulernenden, Springern oder Aushilfen.
Das Dienstpersonal (oder privates Personal) bezeichnet die außerhalb des Geschäftsfeldes im Privathaushalt (etwa Hauspersonal) oder sonstigen, der privaten Lebensführung zuzurechnenden Bereichen (z. B. Jagdhelfer) entgeltlich eingesetzten Mitarbeiter. Zahlreiches Personal zur Unterstützung aufwendiger privater Lebensführung ist regelmäßig ein Merkmal großbürgerlichen Lebensstils. Das private Personal löst insofern höhere Kosten als das Geschäftspersonal aus, als die Kosten des privaten Personals nicht als Betriebsausgabe steuermindernd geltend gemacht werden können, sondern aus versteuertem Einkommen des Dienstherrn zu bezahlen sind.

## Personal in der Öffentlichen Verwaltung
In der Verwaltung arbeiten Angestellte und Beamte. Sie arbeiten im allgemeinen Verwaltungsdienst, im Ärztlichen Dienst, im Polizeivollzugsdienst, im Feuerwehrtechnischen Dienst, im Justizvollzugsdienst, im Steuerdienst, im Wissenschaftlichen Dienst oder in einer anderen Fachrichtung. Darüber hinaus arbeiten Juristen, Informatiker, Politikwissenschaftler und Sozialpädagogen für öffentliche Stellen. Sie unterliegen den Prinzipien der Laufbahnen. Ein Wechsel oder eine Abordnung kann nur innerhalb einer Laufbahn erfolgen. Für jede Stelle erfolgt eine Stellenbewertung und eine Eingruppierung. Eine spezielle Personalart ist das Überhangpersonal. Dies sind Personen, die derzeit keine Verwendung finden, dem öffentlichen Dienst aber weiter angehören. In der Verwaltung werden alle Gruppen durch den Hauptpersonalrat vertreten. Die Rechtsgrundlage für Beamte ergeben sich aus dem Beamtenrecht, für Angestellte aus dem Arbeitsrecht.

## Sonstiges und Abgrenzungen
Der englischsprachige Begriff personal ist meist mit „persönlich“ zu übersetzen, weshalb Begriffe wie z. B. „Personal Computer“ (wörtlich: Persönliche Rechenmaschine) nichts mit dem hier beschriebenen Begriff zu tun haben.
Ein „Personalausweis“ ist nur in der Schweiz ein Ausweis für Mitglieder des Personals; in Deutschland und Österreich enthält er die Personalien einer Person und dient als Personalausweis dem Identitätsnachweis.